# Graf DK 38

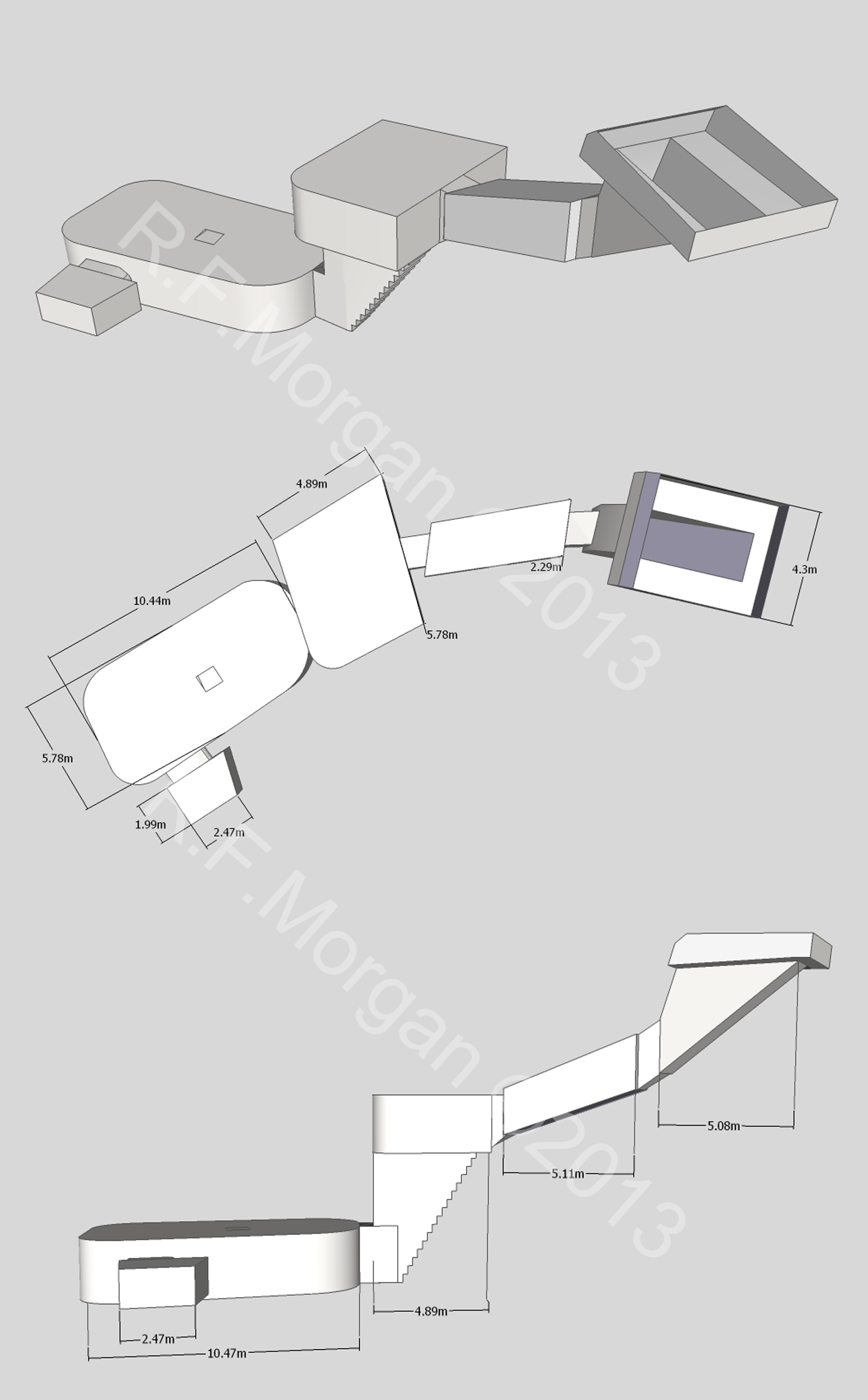
Schematische weergave van graf DK 38

Graf DK 38 is een graf uit de Vallei der Koningen. Het graf, daterend uit de 18e dynastie, werd ontdekt door Victor Loret in maart 1899. Het is gebouwd voor Thoetmosis I. Thoetmosis III heeft er zijn lichaam naartoe gebracht vanuit DK 20.